# 川越市立図書館
川越市立図書館（かわごえしりつとしょかん）は、埼玉県川越市が運営する公共図書館の総称。本館にあたる川越市立中央図書館と、分館にあたる川越市立西図書館、川越市立川越駅東口図書館、川越市立高階図書館の計4館からなる。1915年（大正4年）に旧南久保町において私立川越図書館（館長菅野政五郎､理事長安部立郎）として開館し、市制施行前の町立図書館を経て資料等を継承していることから、2015年（平成27年）を100周年としている。

## 特色
中央図書館・西図書館・高階図書館は月曜日を休館日に定めているが、川越駅東口図書館は火曜日に休館日を定めている。
1984年から2007年まで移動図書館やまぶき号を運行していた。
2011年4月｢平成23年度子どもの読書活動優秀実践図書館｣（文部科学大臣表彰）
2014年2月第6期コンピュータシステム稼動｡ インターネットによる貸出期間延長導入｡2019年12月システム更新。
全館で資料返却ポスト、多目的トイレ、授乳スペース利用可能。

## 各館

### 中央図書館
本川越駅から徒歩15分の場所に位置する現在の建物は1984年に移転新築開館したもので、2002年の西図書館開館を機に「川越市立図書館」から｢川越市立中央図書館｣に名称変更した。川越郵便局、川越市やまぶき会館の近くに位置しており、近隣には時の鐘や喜多院、県立川越高校、初雁球場などがある。3階に展示室、視聴覚ホール、講座室を有し、2階にはインターネットが利用できる（閲覧のみ）パソコンが設置されている。一般書、児童書、郷土資料を合計した蔵書数は47万9千冊余り。視聴覚資料（CD・カセット・レコード）6千点余り。　
- 所在地：川越市三久保町2-9[2]。
- 基本開館時間：火～金曜日：9：30 ～ 19：00　土・日曜日・祝日：　9：30 ～ 18：00

### 西図書館

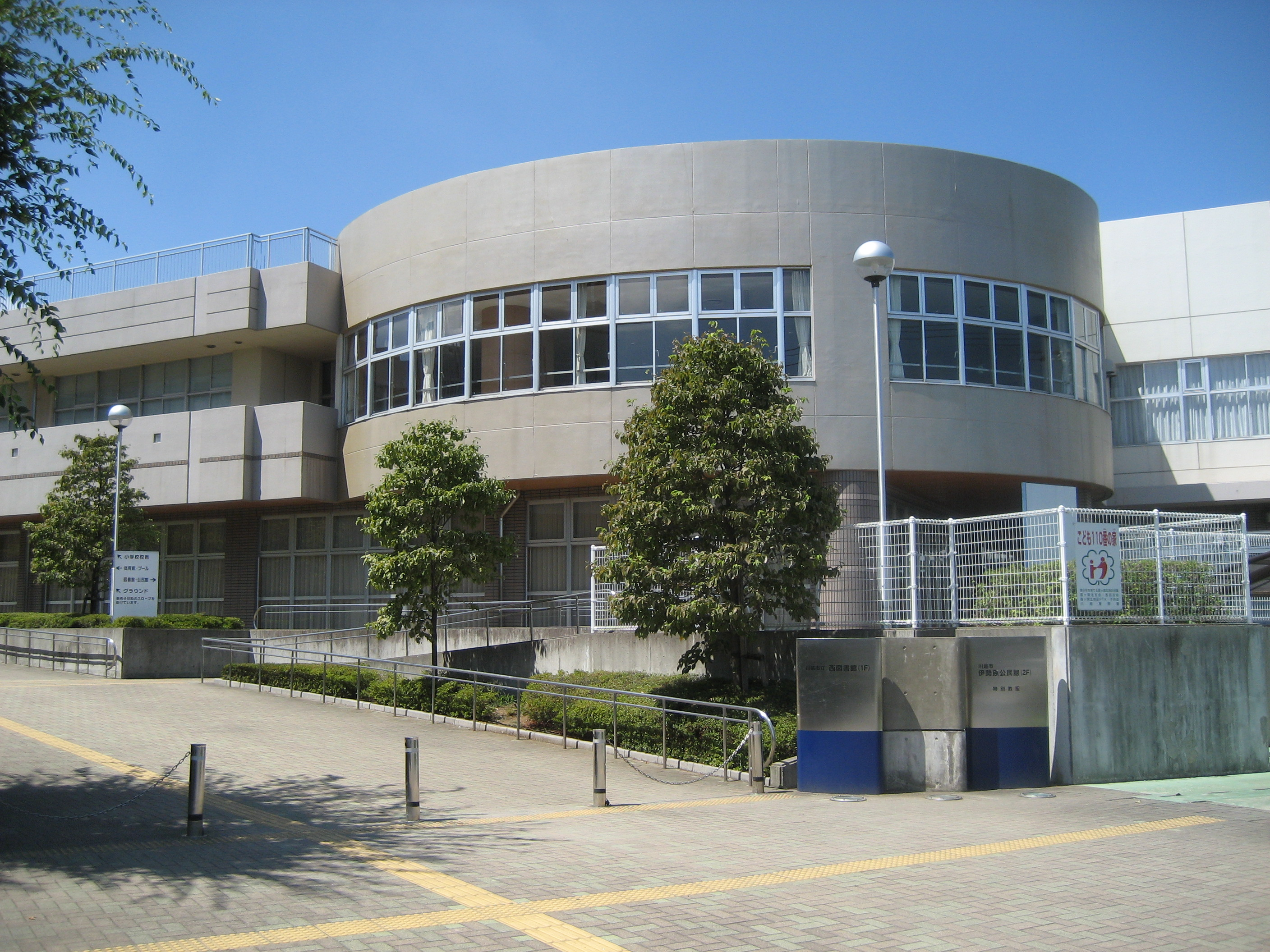
西図書館

川越市立霞ヶ関北小学校、伊勢原公民館との複合施設として、霞ヶ関北小学校の移転時に開館。蔵書数では中央図書館に次ぐ規模であり、伊勢原住宅地の中心にあるため休日などの利用者は非常に多い。また、録音図書の作成や対面朗読等、川越市立図書館における障害者サービスの中心的役割を担っている。蔵書数は17万冊余り、カセット374点、CD5681点、ビデオ4451点、DVD832点。
- 所在地：川越市伊勢原町5丁目1-1[2]。
- 基本開館時間：火～金曜日：9：30 ～ 19：00土・日曜日・祝日：　9：30 ～ 18：00

### 川越駅東口図書館
川越駅東口から徒歩3分の6階建て複合施設クラッセ川越の1～3階に位置する。通勤通学者の利用を考えて他館よりも開館時間が長くとられており、月曜日も開館しているのが特徴。立地上手狭なため蔵書数は少ないが、視聴覚資料の所蔵が比較的多い。蔵書数は7万3千冊余り。カセット494点、CD5970点、ビデオ4208点、DVD858点。
- 所在地：川越市菅原町23-10[2]。
- 基本開館時間：月・水～金曜日：9：30 ～ 21：00　土・日曜日・祝日：　9：30 ～ 19：00

### 高階図書館
東武東上線新河岸駅より徒歩10分の高階市民センター内に位置する。2008年に開館し、閲覧席等65席とDVDの所蔵数が市内4館中最も多いのが特徴。蔵書数は11万1千冊余り。CD4883点、ビデオ931点、DVD3445点。
- 所在地：川越市藤間27-1 [2]。
- 基本開館時間：火～金曜日：9：30 ～ 19：00　土・日曜日・祝日：　9：30 ～ 18：00